# Piotr Miloradov
Piotr Vladímirovich Miloradov –en ruso, Пётр Владимирович Милорадов– (5 de noviembre de 1959) es un deportista soviético que compitió en biatlón. Ganó una medalla de oro en el Campeonato Mundial de Biatlón de 1983, en la prueba de relevos.

## Palmarés internacional
| Campeonato Mundial | Campeonato Mundial | Campeonato Mundial | Campeonato Mundial |
| Año                | Lugar              | Medalla            | Prueba             |
| ------------------ | ------------------ | ------------------ | ------------------ |
| 1983               | Antholz (Italia)   | Medalla de oro     | Relevos            |